# Moja miłość (album)
Moja miłość – dziewiętnasty album Michała Bajora wydany 2 października 2015 przez Sony Music Entertainment Poland. To płyta z piętnastoma piosenkami - coverami oraz dwoma premierowymi utworami, których teksty napisał Wojciech Młynarski. Są to duety - z Alicją Majewską i z Anią Wyszkoni. Tematem przewodnim albumu jest miłość.
Nagrania uzyskały certyfikat platynowej płyty.

## Twórcy
- Wojciech Borkowski - produkcja muzyczna, aranżacje
- Joanna Popowicz - realizacja nagrań
- Maciej Słowikowski - asystent
- Jacek Gawłowski - mastering
- Rafał Masłow - zdjęcia

## Lista utworów
1. Lubię wracać tam, gdzie byłem
2. Prześliczna wiolonczelistka
3. Przedostatni walc
4. Odkryjemy miłość nieznaną
5. W miłości słowa nic nie znaczą
6. Trzy miłości
7. Wszystko przeminie, wszystko przepadnie
8. Jeśli kocha cię ktoś
9. Nie ma jak u Mamy
10. Daj Des
11. Bynajmniej
12. Gram o wszystko
13. Tango desperado
14. Och, życie kocham cię nad życie
15. Moja miłość największa [bonus]
16. Miłość jest tylko jedna (duet z Alicją Majewską) [bonus]
17. Ja kocham, ty kochasz (duet z Anną Wyszkoni) [bonus]